# Back to You (televisieserie)
Back to you was een korte Amerikaanse televisiekomedie, die werd uitgezonden door Fox. De hoofdrollen zijn voor Kelsey Grammer (bekend als Frasier) en Patricia Heaton (bekend van Everybody Loves Raymond).
De reeks draait rond 2 nieuwsankers, Chuck Darling en Kelly Carr, uit Pittsburgh die met veel succes onscreen samen presenteren, maar offscreen veel ruzie maken. Chuck neemt uiteindelijk ontslag, maar moet met hangende pootjes terugkomen, na een indiscrete opmerking op een andere televisiestation. Dit is niet naar de zin van Kelly. Chuck blijkt ook de vader te zijn van Kelly's dochter Gracie, alleen weet zij dit niet en mag dit ook niet te weten komen.
De Amerikaanse première was op 19 september 2007 en trok 9,5 miljoen kijkers. Op 24 oktober 2007 werd bekendgemaakt dat Fox elf afleveringen heeft bijbesteld, wat het totaal voor het eerste seizoen op 24 brengt. Maar 'Back to You' werd ook geraakt door de staking van scenaristen in Amerika. Er worden nu nog een aantal afleveringen bijgemaakt die vanaf april 2008 worden uitgezonden.
Door de dure productiekosten werd de reeks niet vernieuwd voor een tweede seizoen. Het eerste seizoen wordt in Nederland vanaf 7 maart 2009 wekelijks uitgezonden op RTL 8.

## Personages
- Kelsey Grammer - Chuck Darling: is het nieuwspresentator van WURG-TV. Nadat hij in 1996 het station verliet om door te groeien, is hij tien jaar later terug - na een schunnige opmerking over een collega journalist op een TV station in Los Angeles.
- Patricia Heaton - Kelly Carr: is het tweede nieuwspresentatrice van WURG-TV. Zij is niet gelukkig met de terugkeer van Chuck naar het station, ook omdat haar dochter ook de dochter is van Chuck (die dit ontdekt in de eerste aflevering).
- Josh Gad - Ryan Church: werkte vroeger op de internetafdeling van WURG-TV, maar is nu de hoofdredacteur van het televisienieuws.
- Fred Willard - Marsh McGinley: presenteert het sportnieuws op WURG-TV.
- Ty Burrell - Gary Crezyzewski: is journalist voor het nieuws. Hij hoopte eigenlijk nieuwsanker te worden, maar die plaats werd weggesnoept door Chuck. Hij krijgt altijd de speciale reportages voor het nieuws - wat hem al in heel rare situaties heeft doen komen. Zijn naam wordt steevast verkeerd uitgesproken, vooral door Chuck tot zijn grote ergernis.
- Ayda Field - Montana Diaz Herrera: de weervrouw van WURG-TV. Ze is afkomstig van Latijns-Amerika en heeft niet veel verstand, maar wel een sexy lichaam.
- Laura Marano - Gracie Carr: dochter van Chuck en Kelly. Zij weet niet dat Chuck haar vader is.

## Afleveringen
| Nr. | Titel aflevering                 | Uitzenddatum VS   |
| --- | -------------------------------- | ----------------- |
| 1   | Pilot                            | 19 september 2007 |
| 2   | Fish Story                       | 26 september 2007 |
| 3   | First Supper                     | 3 oktober 2007    |
| 4   | A Gentleman Always Leads         | 10 oktober 2007   |
| 5   | A Night of Possibilities         | 17 oktober 2007   |
| 6   | Gracie's Bully                   | 7 november 2007   |
| 7   | Something's Up There             | 14 november 2007  |
| 8   | Cradle to Grave                  | 26 februari 2008  |
| 9   | Business or Pleasure             | 27 februari 2008  |
| 10  | The Wall of Fame                 | 16 april 2008     |
| 11  | Hug & Tell                       | 23 april 2008     |
| 12  | Two Steps Forward, One Step Back | 30 april 2008     |
| 13  | The New Boss                     | 7 mei 2008        |
| 14  | Chuck and Kelly, Doin' It Again  | 14 mei 2008       |
| 15  | Date Night                       | Nooit uitgezonden |
| 16  | House of Tomorrow                | Nooit uitgezonden |
| 17  | Hostage Watch                    | Nooit uitgezonden |